# Sous-sol
Sous-sol é um filme de drama canadense de 1996 dirigido e escrito por Pierre Gang. Foi selecionado como representante do Canadá à edição do Oscar 1997, organizada pela Academia de Artes e Ciências Cinematográficas.

## Elenco
- Richard Moffatt
- Louise Portal
- Isabelle Pasco